# Dishonored
Dishonored (en español Deshonrado) es un videojuego de acción-aventura y sigilo en primera persona desarrollado por Arkane Studios y publicado por Bethesda Softworks. Fue lanzado a nivel mundial entre el 9 y el 12 de octubre de 2012 para Microsoft Windows, PlayStation 3, y Xbox 360. El juego tiene lugar en la ciudad industrial de Dunwall, una urbe que se encuentra azotada por una plaga letal, y sigue la historia de Corvo Attano, el legendario guardaespaldas de la emperatriz. Corvo es acusado injustamente de asesinarla, y luego de escapar a su ejecución se ve obligado a convertirse en un asesino para vengarse de los que conspiraron contra él. A lo largo de su aventura es ayudado por un grupo de ciudadanos leales a la emperatriz y un misterioso personaje que le otorga poderes mágicos. Varios actores famosos prestaron sus voces para la producción de Dishonored, entre ellos Susan Sarandon, Brad Dourif, Carrie Fisher, Michael Madsen, Lena Headey y Chloë Grace Moretz.
El juego fue muy bien recibido por la crítica y recibió varios reconocimientos como al mejor juego del año o al mejor juego de acción y aventura. Entre los más destacados se encuentran el Premio al Mejor Juego del Año en los BAFTA 2013 y el premio al Mejor Juego de Acción o Aventura de los Spike Video Game Awards.

## Sinopsis

### Ambientación
Dishonored tiene lugar en la ciudad industrial de Dunwall, donde la tecnología y las fuerzas sobrenaturales coexisten. El diseño de la ciudad se inspira en Londres y Edimburgo entre los últimos años del siglo XIX y principios del siglo XX. La capital del imperio de las islas, Dunwall, es gobernada por un régimen opresivo que llegó al poder tras el asesinato de la emperatriz y el secuestro de su hija. La ciudad es un centro para la pesca y la caza de ballenas; el aceite de ballena es un recurso valioso que se necesita para abastecer la ciudad. Después de que un filósofo descubriera que el aceite de ballena podía ser utilizado como combustible, el gobierno lo utilizó para desarrollar un poderoso armamento, que a su vez generó la corrupción del gobierno. La ciudad es atacada por una plaga transmitida por ratas que está matando a los pobres y aislando a los ricos. Los infectados pueden llegar a ser violentos. El gobierno utiliza la plaga como una excusa para tomar o purgar los ciudadanos que deseen. El orden es mantenido por los Tallboys, agentes fuertemente armados en lo alto de piernas mecánicas, y los distritos están separados por barreras conocidas como "Arcos Voltaicos" que desintegran a las personas no autorizadas que los intentan cruzar. Un grupo secreto de activistas, los conspiradores leales al trono, traman derrocar al gobierno e instalar a la hija de la Emperatriz asesinada como la nueva emperatriz.

### Personajes
El personaje principal de Dishonored, a quien controla el jugador, es Corvo Attano, el ex guardaespaldas de la emperatriz de Dunwall, Jessamine Kaldwin (April Stewart). Corvo se vuelve un asesino infame después de ser acusado injustamente por el asesinato de la emperatriz. Él es experto en sigilo y combate, está armado con artilugios curiosos y posee grandes poderes sobrenaturales. Los diseñadores del juego eligieron que Corvo permaneciera en silencio para que los jugadores pudieran proyectarse hacia el personaje. Otros personajes son el Almirante Havelock (John Slattery), un líder leal y aliado a Corvo; Piero Japlin (Brad Dourif), un inventor que construye la máscara de Corvo y le suministra con sus dispositivos e instrumentos; Calista Curnow (Lena Headey), la cuidadora de la joven hija de la Emperatriz, Lady Emily (Chloë Moretz); Doña Andrajos (Susan Sarandon), una ex aristócrata ahora ciega y desquiciada tras años de vivir en la calle; Daud (Michael Madsen), líder de un grupo de asesinos conocidos como "los balleneros"; Treavor Pendleton (Derek Phillips), miembro del Parlamento; Samuel (Ryan Cutrano), un plebeyo que transporta a Corvo hacia y desde sus misiones; Supervisor Teague Martin (Joel Johnstone) y Slackjaw (Al Rodrigo), líder de una pandilla. Carrie Fisher y Gregg Berger proporcionan las voces de los altavoces que se encuentran por toda la ciudad y retransmiten propaganda gubernamental. 
El Forastero (Billy Lush) ofrece a ayudar a Corvo en su búsqueda. El Forastero es descrito como una mezcla de Dios y el Diablo que imprime su marca en Corvo, lo imbuye con habilidades mágicas y le proporciona un corazón humano alterado mecánicamente (April Stewart) que le cuenta secretos a Corvo. El Forastero también otorga su marca y habilidades especiales a otros personajes. Smith describe al personaje como una figura amoral que concede habilidades, pero deja a la elección del destinatario la forma de utilizarlos.
Los objetivos de Corvo incluyen el Lord Regente Hiram Burrows (Kristoffer Tabori), el exjefe de espías de la Emperatriz que planeó su muerte y enculpar a Corvo y que ahora controla Dunwall; su amante Lady Boyle (Anna Graves), una aristócrata que financia a los militares; Lords Custis y Morgan, conocidos como los Gemelos Pendleton (Zach Hanks), parlamentarios; Decano Supremo Campbell (Daniel Hagen), líder de la orden religiosa de la ciudad; y Anton Sokolov (Roger Jackson), un genio inventor responsable de la creación de muchas tecnologías avanzadas, incluyendo la Barrera de energía.

### Argumento
Después de volver de un viaje por el extranjero para buscar ayuda con la plaga mortal que asola la ciudad, Corvo Attano viaja a la torre de Dunwall y se reúne con la Emperatriz. Luego de entregar un mensaje, son atacados por asesinos marcados por el forastero dirigidos por Daud; ellos frenan mágicamente a Corvo, matan a la Emperatriz y secuestran a su hija Emily. El jefe de los espías de la Emperatriz llega y hace encarcelar a Corvo por su asesinato y el secuestro de Emily. Seis meses más tarde, el jefe de los espías ha tomado el control de Dunwall como Lord Regente. Él le dice a Corvo que planificó el asesinato y culpó a Corvo. Al día siguiente, Corvo debe ser ejecutado. En su celda, se cuela una carta de los leales al Imperio dirigida para Corvo, quienes le dan los medios para escapar. Después de escapar, Samuel transporta a Corvo al Hound Pits Pub para conocer a los Leales, encabezados por el Almirante Havelock.
Mientras descansa en el pub, Corvo es llevado a "El Vacío", un mundo de ensueño donde conoce al Forastero, que le regala a Corvo su marca. Corvo es enviado a eliminar a los conspiradores detrás del plan del Lord Regente y el jugador tiene la opción de matar o neutralizar los objetivos de Corvo, el primero de los cuales es el Decano Supremo Campbell. Durante la misión, Corvo conoce a Doña Andrajos. Corvo elimina al Decano Supremo y descubre a Emily en un burdel llamado el Golden Cat, donde está bajo el cuidado de los gemelos Custis y Morgan Pendleton. Corvo rescata a Emily y elimina a los hermanos. Después de volver al pub, Emily es llevada al cuidado de Callista para prepararla para convertirse en emperatriz, mientras que Corvo es enviado a secuestrar al genio científico Sokolov, que es responsable de poderosas tecnologías del Lord Regente. Sokolov es llevado al pub para ser interrogado, bajo el cual divulga la identidad de la financista del Lord Regente, Lady Boyle. Corvo se infiltra en el baile de máscaras de Boyle, deduce cuál de las tres hermanas es la amante del Lord Regente, y se deshace de ella.
Después de volver al pub, Havelock confirma que han hecho suficiente daño como para pasar al Lord Regente. Corvo se infiltra en la torre de Dunwall y elimina al Lord Regente del poder y, en el proceso, se entera de que el Lord Regente importó intencionalmente la plaga para diezmar a las clases bajas de la sociedad, aunque las cosas rápidamente se salieron de control. Corvo vuelve al Hound Pits Pub, donde los Leales celebran su éxito. Después de compartir una bebida, Corvo va a su habitación y se desmaya. Al despertar descubre que su bebida fue envenenada por Samuel a petición de Havelock y sus aliados leales Treavor Pendleton y Teague Martin para evitar que interfiera en su plan de instalar a Emily como Emperatriz y gobernar a través de ella. Samuel se mantiene fiel a Corvo y le había dado una dosis no letal de veneno. Samuel lleva a Corvo a la deriva en el río y huye. Cuando Corvo se despierta, es un prisionero del asesino Daud y sus hombres, que mataron a la Emperatriz y pretenden reclamar la recompensa colocada sobre la cabeza de Corvo por el ahora Lord Regente Havelock.
Corvo derrota a Daud y sus asesinos antes de viajar por el territorio de Daud y por las alcantarillas donde encuentra a Doña Andrajos tratando de cocinar a Slackjaw. Corvo puede eliminar a Slackjaw o a Doña Andrajos, que se revela que es una bruja llamada Vera Moray. Corvo vuelve al pub para encontrarlo invadido de guardias y se entera de que Havelock ha matado a muchos de los Leales. Él descubre dónde ha llevado Havelock a Emily, y puede salvar a Piero, Sokolov y Calista. Corvo le indica a Samuel que le transporte al faro del antiguo Lord Regente. Él se infiltra en el faro y, o bien somete a Pendleton y Martin, o descubre que Havelock, para garantizar que las acciones de los Leales nunca se sepan, ya los ha matado. Una vez terminado con Havelock, Corvo puede o no rescatar a Emily. El diario de Havelock revela que el Lord Regente sospecha que Emily es la hija de Corvo, una idea apoyada por el dibujo de Emily de Corvo, etiquetado como "Papá".
El final varía en función del nivel de caos que el jugador ha causado en todo el juego. Si Corvo, con caos elevado, salva a Emily, ella sube al trono como emperatriz con Corvo vuelto el Lord Protector sanguinario, la peste continua y muchas personas mueren. Si el nivel de caos es bajo, una edad de oro amanece y la plaga es finalmente superada. Después de muchas décadas, Corvo muere de causas naturales y la emperatriz Emily Kaldwin I la Sabia lo entierra junto a la emperatriz Jessamine. Si Corvo no salva a Emily, Dunwall se desmorona y Corvo huye de la ciudad en barco. También existe un tercer final si el caos generado es alto, pero sin llegar a ser extremadamente alto y el jugador decide no salvar a Piero y Sokolov, en este Emily asciende a Emperatriz pero la ciudad continua bajo la plaga, el final termina revelando que la Emperatriz Emily Kaldwin simplemente no pudo hacer nada para salvar su ciudad. Por último, existe un final si el caos del juego es alto y el jugador falla o decide no salvar a Emily, dando como resultado que al final el Imperio se desmorona al no tener un líder, y Corvo se embarca para abandonar Dunwall y no volver jamás.

#### El cuchillo de Dunwall y las Brujas de brigmore
Los DLC El cuchillo de Dunwall y Las Brujas de Brigmore se desarrollan de manera paralela a la historia principal del juego, solo que esta vez el jugador toma el control de Daud, el asesino de la Emperatriz, además de seguir la misma mecánica de caos dando diferentes resultados conforme al nivel de caos. El juego empieza con una introducción donde vemos cómo se desarrolló el asesinato de la emperatriz en la perspectiva de Daud. Una vez finalizado, Daud entra en el Vacío, donde el forastero le advierte de las consecuencias de aquella acción y le proporciona un nombre, Delilah. Pasarían seis meses, en los cuales Daud en viva persona se da cuenta de las consecuencias de la muerte de la emperatriz y el secuestro de Emily, sintiendo arrepentimiento de ello, por lo que siguiendo las palabras del forastero, él investiga el nombre de Delilah, siendo su primera pista un barco ballenero con aquel nombre. Siguiendo la pista del barco, Daud junto a su segunda en mando, Billie, se infiltran en el matadero Rothwild. Aquel matadero estaba en huelga debido a los malos tratos de su dirigente Bundry Rothwild a sus empleados (exceptuando a sus carniceros que son sumamente leales a él) y a una agitadora, Abigail Ames quien convenció a los empleados de ir a la huelga siendo en realidad una espía de un rival de Rothwild, sería precisamente en el momento en que Rothwild descubrió a Abigail como espía en cual Daud localizaría a este. Según las acciones del jugador Daud puede sacarle la información del barco Delilah a Rothwild a la fuerza torturándolo o haciéndole unos favores a Abigail, los cuales incluyen destruir el matadero o matar a Rothwild, de igual manera se le puede sacar la información torturándola. En cualquiera de los casos, Daud se entera de que el barco se llama así en honor de la amante de un noble llamado Arnold Tamish, quien en determinado momento buscó desesperadamente deshacerse del barco vendiéndolo a Rothwild.
Para seguir su búsqueda, Daud se contacta con la sobrina de Arnold, Thalia, con la cual ha tenido una fiera guerra interna por una herencia que dejó su abuela. Encontrándose con ella en el barrio jurídico, Thalia acepta hablarle sobre lo que sabe de Delilah si consigue el testamento de su abuela y mata a su tío. Durante la misión nos encontraremos con un antiguo socio de Arnold quien buscando venganza de este (ya que lo acusó de portar peste como a muchos otros nobles, lo que llevaría a confiscar todos sus bienes y hacerlos parte de su riqueza) le propone a Daud una manera de neutralizar a Arnold sin matarlo, en lo cual involucra hacerlo víctima de sus propias tretas haciéndolo que lo arresten y confisquen sus riquezas. En la mansión de Arnold, Daud encuentra una estatua de Delilah la cual le habla. Le resume rápidamente su pasado (fue una aprendiz de panadera en el castillo de la emperatriz, pero debido a un incidente la echaron pero fue acogida por Sokolov quien le enseñó de pintura) pero le advierte que no le siga buscando o se arrepentirá. Una vez recuperado el testamento y entregado a Thalia, ella explica la obsesión que tuvo su tío con Delilah, a quien incluso entregó una importante propiedad, la mansión Brigmore, ubicada en una isla lejana a Dunwall. Pero también le habla sobre una sesión espiritista de los hermanos Pendleton en la cual también participaron ella y su tío, durante la cual una manifestación no corpórea de Delilah se presentó pintando el nombre de Daud. De regreso a la guarida de los balleneros, esta es sitiada por los decanos, la fuerza militar religiosa de Dunwall, sabiendo que hay un traidor en sus filas. Daud logra liberar a sus hombres capturados y vencer al decano encargado del golpe, repeliendo exitosamente el mismo. En este punto, si el caos es alto, aparecerá Delilah, quien revela que conspiró con Billie para quitarle a Daud el liderazgo de los Balleneros. Después que la misma Billie confirma este hecho se enfrenta a Daud. En caso de que el caos sea bajo, Billie se revela como la traidora explicando el por qué de ello (creyó que Daud después de matar a la emperatriz se volvió débil) y le ofrece su vida a Daud. En cualquiera de los dos casos se puede perdonar o ejecutar a Billie.
En el inicio del segundo DLC, Daud se enfrenta a Corvo saliendo este victorioso, pero resulta ser un sueño de Daud. Daud planea ir a la mansión Brigmore para enfrentar a Delilah, pero para ello busca a la líder de la pandilla de traficantes Las Anguilas Muertas, Lizzy Stride, quien esta en la prisión Codridge. Daud busca liberarla para que le pague el favor llevándola a la mansión en su barco. Daud logra infiltrarse usando un disfraz de Decano, evitando la seguridad que fue reforzada después del escape de Corvo. Una vez encontrada, Lizzy ella le explica que no puede llevarlo pues fue traicionado por su segundo en mando quien ahora maneja la banda. Daud la libera y se la lleva cargando debido a las heridas de esta. Después de escapar con éxito de la prisión, la pandilla de Daud trata las heridas de Lizzy. Al día siguiente Daud se infiltra en la Drapers Ward, un famoso distrito comercial en decadencia a causa de la peste, en donde se ubica la guarida de Las Anguilas Muertas, las cuales se mantienen en guerra con la banda de los Sombrereros, quienes fueron alguna vez un prominente sindicado textil. Daud logra quitar al usurpador del puesto de Lizzy, devolviéndole el poder de su banda y barco pero resultó otro problema que su bobina fue robada por los Sombrereros durante el tiempo que Lizzy no lideró su banda y no podía conseguir otra porque ya no se fabricaban. Para conseguir de vuelta la bobina, Daud se infiltra en la base de los Sombrereros, una fábrica textil. El líder conocido como el Jefe es un hombre centenario que requiere un soporte de vida artificial y constante atención de un enfermero llamado William Trimble quien, a su vez, investiga la peste. Adicionalmente el corazón del jefe esta unido a una máquina que liberará una potente gas tóxico que invadiría toda el lugar en segundos en caso de que este dejara de latir, por lo que ya ubicados Daud hace un trato con ellos, si el descubre qué es lo que obstruye el paso del agua en su sistema hidroeléctrico (que hace funcionar las maquinarias de la textilera) ellos le devolverán la bobina que usan como un reemplazo, Trimble le advierte que ya había enviados a otros pero que nadie volvió. Daud para ver el problema se introduce al sistema de alcantarillado debajo de la textilera. En su búsqueda se encuentra con una mujer que aparentemente había caído ahí buscando a su niño, cuando Daud le ayuda esta se revela como una bruja y le ataca, Daud descubre que las subordinadas de Delilah son las que secaron el arroyo al cerrar el paso principal, Daud logra repeler a las brujas y erradicar unas ataduras mágicas que frenaban un sistema de poleas vital. Una vez cumplida la misión se le entrega la bobina y vuelve al barco de Lizzy pero por alguna razón Las Anguilas Muertas se muestran hostiles con Daud lo que hace que este los tenga que neutralizar y usar a los miembros de su equipo que trabajaron en balleneros como soporte para manejar el barco.
Una vez que llegaron a la Mansión Brigmore se dan cuenta de que está vigilada tanto por brujas como por sabuesos reanimados. Cuando logra infiltrarse en la mansión se entera de los planes de Delilah, usando un mechón de pelo de Emily y un cuadro que ella pintó de la niña planea arrebatarle el alma y colocar la suya en su cuerpo, con el fin de aprovechar el plan de los leales en poner a Emily en el trono (en estas alturas de la historia paralela, Corvo está a punto de enfrentarse al Lord Regente) y así gobernar Danwall a través de ella. Daud logra localizar el escondite de Delilah quien usando un lienzo y una lámpara especial creó un portal hacia el vacío donde debe realizarse el ritual de transferencia de cuerpo, Daud le confronta haciendo ella uso de sus poderes crea duplicados que atacan a Daud, finalmente Daud logra acorralarla y ella le ruega que le deje en paz ya que ella se merece gobernar Danwall después que a ella le arrebataron todo, Daud puede matarla o mediante el mismo ritual puede encerrarla en un cuadro del vacío (esta última se considera canónica ya que es la villana principal de la segunda entrega).
El juego finaliza con una cinemática que muestra la captura de Corvo por los balleneros después que este es traicionado por los conspiradores leales, para después saltar al final del encuentro de Corvo y Daud, en donde Daud acorralado y con la espada de Corvo en el cuello repite el monólogo (un poco menos extenso) del juego principal en el cual Daud le hace entrega de su destino a Corvo. Si el caos fue alto durante el juego, Corvo le matará sin vacilar, mostrando al final el funeral de Daud, de lo contrario si el caos es bajo Corvo le perdonará la vida y se mostrará a Daud delante de la tumba de la emperatriz mostrando sus respetos, dando entender que se retirará como asesino.

## Jugabilidad
Dishonored es un juego de acción-aventura jugado desde una perspectiva en primera persona con un énfasis en la acción y sigilo así como el uso de aparatos y el medio ambiente para eliminar las fuerzas de la oposición. El mundo del juego es una serie de zonas de misión autónomas, diseñadas con múltiples vías de exploración en términos de movimiento y poderes. Entre las misiones, el jugador es llevado a un área central llamada el Hound Pits Pub, donde Corvo puede reunirse con sus aliados, recibir informes de la misión y objetivos alternativos, y convertir el botín recuperado en nuevos equipos y mejoras. El jugador puede guardar su progreso en cualquier lugar y el juego incluye puestos de control automáticos. El juego tiene cuatro niveles de dificultad que modifican la efectividad de las pociones de salud y maná (magia), la conciencia de los enemigos, daño recibido y capacidad de regeneración (en el ajuste fácil, la regeneración de salud es posible)
Dishonored cuenta con elementos de juego de rol, tales como la capacidad de mejorar poderes y tomar decisiones morales, con especial atención en las consecuencias no lineales. El juego está diseñado para permitir al jugador completarlo sin matar a los personajes no jugables (NPC), incluyendo personajes jefe y los objetivos de la misión. Cada misión contiene múltiples formas de explorar y alcanzar los objetivos. El movimiento y la exploración de los niveles está diseñado para apoyar las capacidades del personaje, en lugar de rutas específicas que se dirigen a un estilo de juego determinado, como la piratería o el sigilo. Los elementos específicos de las misiones , tales como cambios en el color de un vestido o máscara en una misión es aleatorio, lo que requiere que el jugador para explorar la zona de juego para encontrar el objetivo cada vez que se reproduzca la misión.
Las acciones del jugador no son juzgadas como buenas o malas, pero en su lugar se realiza un seguimiento mediante un sistema de "caos" que registra las cantidades de fuego amigo, la violencia y las muertes que causa el jugador. Esto modifica el mundo del juego, que afecta a la historia sin castigar al jugador o forzándolos a elegir un estilo de juego sobre el otro. Por ejemplo, un NPC que desaprueba la violencia puede negarse a apoyar al jugador, o incluso puede traicionarle. El juego reacciona al caos causado en formas de scripts- como cambiar el diálogo y las formas- tales como el aumento de la presencia de ratas y afligidos y añadiendo nuevas escenas dinámicas. Esto puede afectar la misión activa y misiones futuras. El sistema también influye en cuál de las tres terminaciones del juego se alcanza, con variaciones basadas en los personajes que viven o mueren. El uso de la violencia permite que las misiones se puedan completar en menos tiempo que utilizando un enfoque de cautela, pero la violencia consume más recursos en el juego, como pociones de salud y maná, que se requieren con más frecuencia en el combate directo.

## Habilidades sobrenaturales
El Forastero, místico ente amoral, concederá a Corvo poderes mágicos, con el fin de divertirse al observarlo en su travesía, dejando así a criterio del protagonista la utilización de los mismos. Para poder obtenerlos, el jugador ha de encontrar unos raros objetos denominados runas, que no son sino huesos de ballena con la marca del Forastero grabada sobre ellos. Tras dar con una runa, podrá gastarse en habilidades accediendo al menú del juego, y en ocasiones especiales, dicho personaje misterioso hará una breve aparición, dando consejos o haciendo vagos comentarios a Corvo. Cada vez que se haga uso de un poder, una luz emanará de la marca del Forastero que Corvo porta en su mano.
| Poder                | Descripción |
| -------------------- | --- |
| Posesión             | Permite fundirse físicamente en el cuerpo de animales, tales como perros, ratas o peces. Mejorada a nivel 2, también podrá poseerse a personas, pero mientras se ocupa otro cuerpo humano, Corvo solo puede hacer movimientos básicos, como abrir puertas o llevar objetos.                      |
| Parpadeo             | Teletransportación a distancias cortas, las cuales serán mayores si se mejora la habilidad al segundo nivel. |
| Ataque Voraz         | Invoca a un grupo de ratas que devorarán enemigos y cadáveres. En caso de acrecentar tal poder, el grupo de ratas es mayor, lo que permite matar más enemigos en menor tiempo. |
| Ralentí              | Ralentiza el tiempo durante un breve período. Si se mejora esta habilidad, el tiempo se detiene completamente, por lo que el jugador no podrá ser detectado por guardias o dispositivos de seguridad.                                                                                            |
| Visión Tenebrosa     | Hace posible ver seres vivos a través de las paredes y la línea de visión de estos, así como también una representación del ruido ocasionado por Corvo. A nivel 2 también son visibles los objetos útiles, como dinero, armas, trampas o circuitos de alimentación de los sistemas de seguridad. |
| Ráfaga               | Provoca un fuerte viento que arroja a los enemigos por los aires y devuelve los proyectiles lanzados por ellos. Aumentada a nivel 2, la ráfaga es tan potente, que mata a los contrincantes al estrellarlos contra un objeto sólido.                                                             |
| Sanguinario          | Corvo acumula adrenalina tras pelear con numerosos rivales, lo cual concede la oportunidad de ejecutar un feroz movimiento que asesina a un enemigo al acto. A nivel 2, el ataque puede matar a más de un oponente.                                                                              |
| Agilidad             | El jugador puede correr más rápido y saltar más alto. Una vez conseguido el nivel 2, la agilidad será incluso mayor. |
| Vitalidad            | Incrementa la barra de salud, y acelera su regeneración si se perfecciona la habilidad. |
| Asesino de la sombra | Todo enemigo desprevenido que sea ultimado, quedará reducido a cenizas, haciendo innecesario esconder su cuerpo. El mejoramiento de este poder, causa que todo oponente asesinado se convierta en ceniza, desprevenido o no.                                                                     |

## Recepción

### Recepción de la crítica
Dishonored recibió críticas positivas de los críticos. La web de agregación de análisis GameRankings proporciona una calificación promedio de 90.57%, basado en 14 comentarios de la versión de Microsoft Windows, 89,61% basado en 32 comentarios de la versión de PlayStation 3 y el 89,09% basado en 38 comentarios de la versión de Xbox 360. Metacritic proporciona una puntuación de 91 sobre 100 de 29 críticos para la versión de Microsoft Windows, 89 sobre 100 de 35 críticos para la versión de PlayStation 3 y 88 sobre 100 de 56 críticos para la versión de Xbox 360. 

### Ventas
En la semana antes de su lanzamiento. (30 de septiembre - 6 de octubre), el juego fue el tercer juego más vendido en Steam, con base en pre-compras. Durante la primera semana de ventas en el Reino Unido, Dishonored se convirtió en el segundo juego más vendido en todos los formatos disponibles detrás de FIFA 13 (en su tercera semana), el juego número uno más vendido de PC y el mayor lanzamiento de un juego original en 2012, superando a Sleeping Dogs. Fue el juego número 24 de los más vendidos de la historia del Reino Unido y el segundo juego original más vendido de 2012. En Norteamérica, Dishonored fue el cuarto juego más vendido del mes de octubre de 2012, vendiendo 460 200 copias físicas, solo superado por Pokémon Negro 2, Resident Evil 6 y NBA 2K13. Durante las vacaciones del fin de semana de Acción de gracias de 2012. (23 de noviembre hasta el 25 de noviembre), fue el juego número uno en Steam. El 28 de noviembre de 2012, Bethesda indicó que las ventas fueron superiores a sus expectativas y que, en consecuencia, tenían la intención de convertir Dishonored en una franquicia.

### Premios y nominaciones
Dishonored fue nombrado Mejor Juego de Acción-Aventura en los 2012 Spike Video Game Awards y fue nominado a Mejores gráficos, Mejor juego de PS3, Mejor estudio (Arkane Studios), Mejor juego de Xbox 360 y Juego del año. Ganó el Inside Gaming Award al Mejor diseño ambiental. Dishonored también ganó el premio Audience Choice award en el Game Developer's Choice Awards de 2013, y recibió cuatro nominaciones a Mejor Diseño de Juego, Mejor Narrativa, Mejores Artes Visuales y Juego del año.
Dishonored ganó el premio a Mejor juego de acción y Mejor juego de acción para PC en IGN's Best Of 2012 awards, y fue nominado a Mejor Juego y Mejor Juego de Acción en PlayStation 3 y Xbox 360. Los premios BAFTA de 2013 le concedieron el premio a Mejor Juego y recibió nominaciones para Mejor Diseño e Historia. En los Golden Joystick Awards de 2013, Dishonored recibió seis nominaciones a Juego del Año, Mejor Artista Revelación, Mejor Narrativa, Estudio del Año (Arkane Studios), Mejor Diseño Visual y Mejor Momento de Juego por "Lady Boyle's Last Party". 